# Liu Hsziang
Liu Hsziang (Sanghaj, 1983. július 13. –) olimpiai és világbajnok kínai atléta.

## Pályafutása
A 2004-es athéni olimpián aranyérmes lett száztíz méteres gátfutáson. A szám döntőjében 12,91-es időt futott ami új olimpiai és világrekordnak számított. Pekingben a selejtezőben esett ki sérülés miatt.
Háromszoros világbajnoki érmes szabadtéren. 2003-ban Párizsban bronz-, 2005-ben Helsinkiben ezüst-, 2007-ben Oszakában pedig aranyérmes lett száztíz gáton. A fedett pályás világbajnokságon a hatvan méteres gátfutás számában világbajnok lett 2008-ban.
2012-ben a londoni olimpián a 110 méteres gátfutás előfutamában rajthoz állt, és el is rajtol ugyan, de már az első gáton bukott, és – csakúgy mint négy évvel korábban Pekingben – ismét Achilles-ín-szakadást szenvedett.
2015 áprilisában bejelentette visszavonulását.

## Egyéni legjobbjai
Szabadtér
- 110 méter gát – 12,88

Fedett
- 50 méter gát – 6,44
- 60 méter gát – 7,42

## Érdekesség
Érdekesség, hogy 2008-ban Pekingben, majd 2012-ben Londonban is ugyanaz, 1356-os volt a rajtszáma. A londoni olimpia 110 gátjának előfutamában a magyar Baji Balázs rajtolt mellőle. Amikor Liu felbukott és a futam után egy lábon ugrált le a pályáról, a magyar sportoló fogadta, s magasba tartotta karját. Ezzel a gesztussal – saját bevallása szerint – Baji a világbajnok iránti tiszteletét kívánta kifejezni.